# Herrschaft Baumgarten
Die Herrschaft Baumgarten, benannt nach dem Dorf Baumgarten im heutigen Landkreis Dillingen an der Donau in Bayern, war eine Herrschaft im Heiligen Römischen Reich, die 1621 von den Grafen von Fugger-Glött gekauft wurde. Die Herrschaft Baumgarten wurde zur Herrschaft Glött gezogen, ebenfalls im Besitz der Grafen von Fugger-Glött, und teilte deren Schicksal bis zur Eingliederung in das Königreich Bayern im Jahr 1806.

## Geschichte
Baumgarten war der Sitz einer Herrschaft innerhalb der Markgrafschaft Burgau, die von Ministerialen verwaltet wurde. Von 1366 bis 1416 sind die Herren von Steinheim überliefert. Von den Herren von Steinheim kam die Herrschaft an die Marschälle von Oberndorf und danach an die Augsburger Familie von Argen. Über das Augsburger Spital kam die Herrschaft an die Paumgartner, welche sich nun Paumgartner von Baumgarten nannten. Im Jahr 1610 kam die Herrschaft Baumgarten an die Grafen von Rechberg und Rothenlöwen und 1621 an die Fugger, die bereits seit 1537 Inhaber der benachbarten Herrschaft Glött waren.
Die Herrschaft Baumgarten wurde zur Herrschaft Glött gezogen und der Ort Glött wurde Sitz der Herrschaft der Reichsgrafen Fugger-Glött mit den Orten Baumgarten, Dürrlauingen, Glött, Hafenhofen, Windhausen und Winterbach. Sie errichteten in Glött ein Amt zur Verwaltung ihrer Herrschaft, das als Ober- bzw. Pflegamt bezeichnet wurde.